# استانداری ایلام
استانداری ایلام یک نهاد مرتبط سازمان امور اداری کشور و نماینده دولت جمهوری اسلامی ایران در استان ایلام است که در شهر ایلام واقع شده‌است.

## مدیریت
استان ایلام یکی از استان‌های کشور ایران است که در باختر ایران و در ناحیه‌ای کوهستانی و نیمه گرم قرار گرفته‌است. مرکز این استان شهر ایلام است. استان ایلام از غرب با کشور عراق، از جنوب با استان خوزستان، از شرق با استان لرستان و از شمال با استان کرمانشاه همسایه است. بیش از نود درصد منابع نفتی و گاز غرب کشور و یازده درصد منابع شناخته شده نفت و گاز ایران در استان ایلام قرار دارد. همچنین این استان در جایگاه دوم منابع نفت و جایگاه سوم منابع گاز کشور است.
استان ایلام به همراه استان خوزستان دارای طولانی‌ترین مرز بین‌المللی با کشور عراق است.
استان ایلام دارای ۱۲ شهرستان، ۲۹ بخش، ۵۴ دهستان و ۲۷ شهر است. همچنین در شهرستان دهلران، فرمانداری ویژه ایجاد شده‌است.

### فرمانداری‌ها
- فرمانداری آبدانان
- فرمانداری ایلام
- فرمانداری ایوان
- فرمانداری بدره
- فرمانداری چرداول
- فرمانداری چوار
- فرمانداری دره‌شهر
- فرمانداری دهلران
- فرمانداری سیروان
- فرمانداری ملکشاهی
- فرمانداری مهران
- فرمانداری هلیلان

## بودجه
استان ایلام در سال ۱۳۹۹، ۳۰۴ میلیارد تومان درآمد و ۲۱۶۶ میلیارد تومان هزینه داشته‌است. این استان ۱/۴ درصد از بودجه کشور را به خود اختصاص داده‌است.